# Chrysops longicornis
Chrysops longicornis är en tvåvingeart som beskrevs av Macquart 1838. Chrysops longicornis ingår i släktet Chrysops och familjen bromsar. Inga underarter finns listade i Catalogue of Life.